# Sieben Tage Frist
Sieben Tage Frist ist ein deutscher Kriminalfilm des Regisseurs Alfred Vohrer aus dem Jahre 1969. Er entstand nach dem Roman Sieben Tage Frist für Schramm von Paul Henricks (1925–2008).

## Inhalt
Mysteriöse Vorgänge in einem norddeutschen Internat: Nachts gehen Schüler heimlich aus, bis der Schüler Kurrat plötzlich spurlos verschwindet. Kurze Zeit später verschwinden auch noch der Lehrer Stallmann und Kurrats Vater spurlos. Alle Ereignisse wurden ausgelöst durch eine Ohrfeige, die der Lehrer Fromm dem Schüler Kurrat gab.
Nachdem einige der spurlos Verschwundenen ermordet aufgefunden worden sind, kann der kaltschnäuzige Inspektor Klevenow den Fall lösen. Die wirklichen Gründe für die Verbrechen liegen weit zurück in der Vergangenheit.

## Produktion

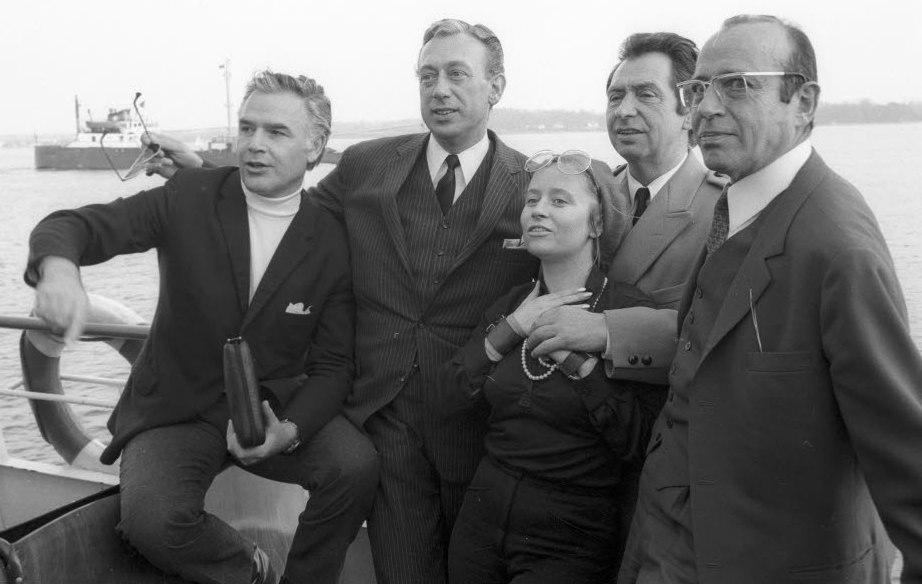
Joachim Fuchsberger, Horst Tappert, Hilde Brand, Regisseur Alfred Vohrer und Konrad Georg (v.l.n.r) im Rahmen der Uraufführung in Kiel

Sieben Tage Frist ist der erste Film, den Alfred Vohrer für Luggi Waldleitners Roxy Film drehte, nachdem Vohrer für Horst Wendlandts Rialto Film 14 Edgar-Wallace-Filme inszeniert hatte. Der Film war der siebente  und letzte gemeinsame Film von Joachim Fuchsberger und Alfred Vohrer. Er ist ein prototypisches Beispiel für Alfred Vohrers Regiestil: Bewegte Kamera, schnelle Zooms, „Bedeutung“ in die Szenen inszenieren.
Die Dreharbeiten fanden vom 12. Januar bis zum 25. März 1969 im Studio Bendestorf und in Schleswig-Holstein statt. Als Internat diente das Plöner Schloss, andere Szenen wurden am Strand von Sankt Peter-Ording gedreht. Max Mellin war für die Ausstattung zuständig und Ina Stein für die Kostüme. Die Produktionsleitung lag in den Händen von Erwin Gitt.
Die Uraufführung des Films fand am 3. April 1969 im Metro-Kino im Kieler Schloßhof statt.

## Kritik
Das Lexikon des internationalen Films bezeichnete Sieben Tage Frist als „umständlich konstruierte[n] Krimi unter der routinierten, auf möglichst modische Filmattribute bedachten Regie Vohrers.“